# Melitaea
Melitaea, là một chi bướm thuộc phân họ Nymphalinae trong họ Nymphalidae phân bố ở Cổ Bắc giới và Đông Nam Á.

## Loài

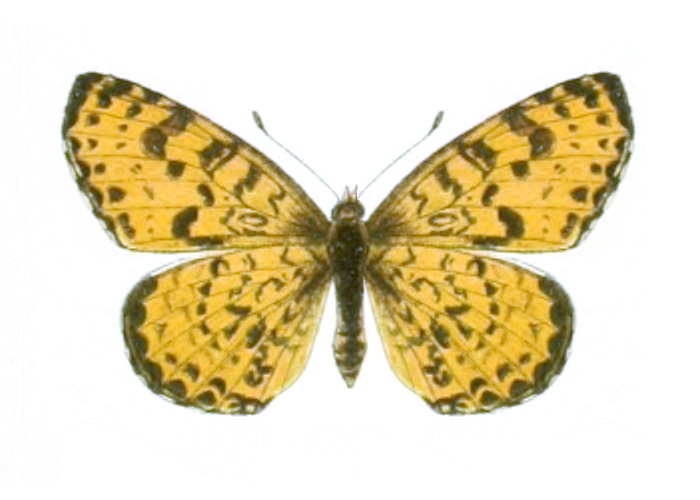
Cá thể trưởng thành Melitaea didymoides pekinensis

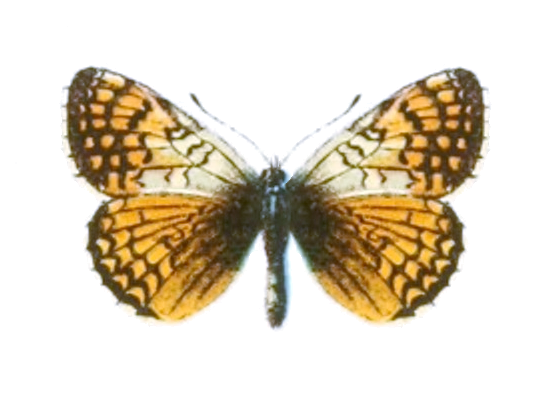
Cá thể trưởng thành Melitaea solona evadne

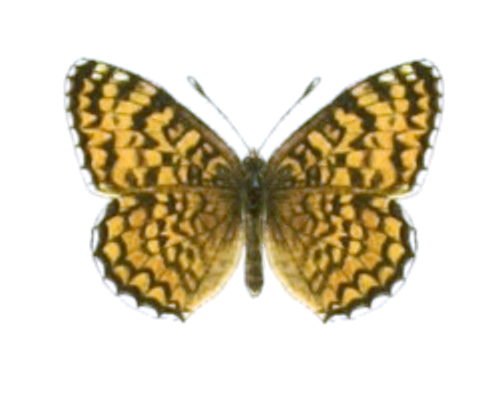
Cá thể trưởng thành Melitaea punica

| Nhóm didyma/Didymaeformis - Melitaea abyssinica Oberthür, 1909 - Melitaea acraeina (Staudinger, 1886) - Melitaea agar Oberthür, 1888 - Melitaea ala Staudinger, 1881 - Melitaea alraschid Higgins, 1941 - Melitaea ambrisia Higgins, 1935 - Melitaea arduinna (Esper, 1783) - Melitaea athene Staudinger, 1881 - Melitaea avinovi Sheljuzhko, 1914 - Melitaea casta (Kollar, [1848]) - Melitaea chitralensis Moore, 1901 - Melitaea deserticola Oberthür, 1909 - Melitaea didyma Staudinger, 1895 - Melitaea didymina Staudinger, 1895 - Melitaea didymoides Eversmann, 1847 - Melitaea enarea Fruhstorfer, 1917 - Melitaea fergana Staudinger, 1882 - Melitaea infernalis Grum-Grshimailo, 1891 - Melitaea interrupta Kolenati, 1846 - Melitaea jitka Weiss & Major, 2000 - Melitaea kotshubeji Sheljuzhko, 1929 - Melitaea latonigena Eversmann, 1847 - Melitaea lunulata Staudinger, 1901 - Melitaea lutko Evans, 1932 - Melitaea meherparvari Carbonell, 2007 - Melitaea mimetica Higgins, 1940 - Melitaea mixta Evans, 1912 - Melitaea ninae Sheljuzhko, 1935 - Melitaea persea Kollar, [1850] - Melitaea pseudoala Sheljuzhko, 1928 - Melitaea robertsi Butler, 1880 - Melitaea romanovi Grum-Grshimailo, 1891 - Melitaea sarvistana Wiltshire, 1941 - Melitaea saxatilis Christoff, 1876 - Melitaea shandura Evans, 1924 - Melitaea sutschana Staudinger, 1892 - Melitaea trivia (Denis & Schiffermüller, 1775) - Melitaea yuenty Oberthür, 1888 | Nhóm cinxia/Melitaea - Melitaea amoenula C. & R.Felder, [1867] - Melitaea arcesia Bremer, 1861 - Melitaea balbita Moore, 1874 - Melitaea bellona Leech, [1892] - Melitaea cinxia (Linnaeus, 1758) - Melitaea diamina (Lang, 1789) - Melitaea jezabel Oberthür, 1888 - Melitaea protomedia Ménétriés, 1859 - Melitaea sindura Moore, 1865 Nhóm minerva - Melitaea asteroidea Staudinger, 1881 - Melitaea balba Evans, 1912 - Melitaea elisabethae Avinoff, 1910 - Melitaea ludmilla Churkin, Kolesnichenko & Tuzov, 2000 - Melitaea minerva Staudinger, 1881 - Melitaea pallas Staudinger, 1886 - Melitaea solona Alphéraky, 1881 - Melitaea sultanensis Staudinger, 1886 - Melitaea turanica Erschoff, 1874 Nhóm phoebe/Cinclidia - Melitaea aetherie - Melitaea collina Lederer, 1861 - Melitaea consulis Wiltshire, 1941 - Melitaea gina Higgins, 1941 - Melitaea kuchi Wyatt, 1961 - Melitaea phoebe - Melitaea pseudosibina Alberti, 1969 - Melitaea punica Oberthür, 1876 - Melitaea scotosia Butler, 1878 - Melitaea sibina Alphéraky, 1881 - Melitaea telona (trước đây trong M. phoebe hoặc M. punica) - Melitaea turkmanica Higgins, 1940 |

Nhóm Mellicta
| - Melitaea alatauica Staudinger, 1881 - Melitaea ambigua Ménétriés in Schrenck, 1859 - Melitaea asteria - Melitaea athalia (Rottemburg, 1775) - Melitaea aurelia - Melitaea britomartis - Melitaea centralasiae (Wnukowsky, 1929) - Melitaea caucasogenita Verity, 1930 - Melitaea deione | - Melitaea menetriesi Caradja, 1895 - Melitaea nevadensis Oberthür, 1904 - Melitaea parthenoides - Melitaea plotina Bremer, 1861 - Melitaea rebeli Wnukowsky, 1929 - Melitaea varia - Melitaea westsibirica (Dubatolov, 1998) |

Incertae sedis
- Melitaea kunlunensis Kudrna & Mracek, 1994
- Melitaea oorschoti Eckweiler, 2008
- Melitaea paludani Clench & Shoumatoff, 1956
- Melitaea tangigharuensis de Freina, 1980
- Melitaea wiltshirei Higgins, 1941